# Андромеда I
Андромеда I — карликова сфероїдальна галактика (dSph), розташована на відстані близько 2,40 мільйонів світлових років від Сонця у сузір'ї Андромеди.

## Опис
Андромеда I є частиною Місцевої групи і супутниковою галактикою Галактики Андромеди (М31). Вона розташована приблизно за 3,5 градуси на південь і трохи на схід від М31. Станом на 2005 рік вона була найближчою до М31 відомою dSph-супутником  — за оцінками, її відстань до М31 становить ~40 кпк або ~150,000 світлових років.
Андромеду I виявив Сідні ван ден Берг 1970 року за допомогою 48-дюймового телескопа Паломарської обсерваторії. 
Подальше вивчення Андромеди I здійснювалось за допомогою камери WFPC2 на космічному телескопі «Габбл». Це дослідження виявило, що зорі горизонтального відгалуження галактики, як в і інших карликових сфероїдальних галактиках, є переважно червоного кольору. Цей факт у поєднанні з великою кількістю блакитних зір горизонтального відгалуження та виявленням 2005 року 99 зір типу RR Ліри приводять до висновку про існування у минулому тривалої епохи зореутворення. Передбачуваний вік становить приблизно 10 млрд.років.
Телескоп Габбл також виявив у галактиці Андромеда I кулясте скупчення, що зробило її найтьмянішою галактикою, в якій таке скупчення виявлено.